# Almeťjevsk
Almeťjevsk (rusky Альме́тьевск, tatarsky Әлмәт, Älmät) je město v Tatarstánu v Ruské federaci. Při sčítání lidu v roce 2010 mělo bezmála 150 tisíc obyvatel.

## Poloha
Almeťjevsk leží na Bugulmsko-belebejské vrchovině na levém břehu Zaje (přítok Kamy) ve vzdálenosti přibližně 280 kilometrů od jihovýchod od Kazaně, hlavního města republiky. Nejbližší města jsou Leninogorsk přibližně 35 kilometrů na jih a Zainsk přibližně 40 kilometrů na sever.

## Dějiny
Na místě dnešního Almeťjevsku se zhruba od 17. století nacházela tatarská vesnice Almet, od které pochází i název současného města. Pozůstatkem tohoto osídlení je také mešita ze sedmdesátých let devatenáctého století.
Současné město ale vzniklo v padesátých letech v důsledku objevení a těžby ropného ložiska. Městem je od roku 1953.

### Rodáci
- Ravil Ulfatovič Maganov (* 1954), oligarcha
- Albert Višňakov (* 1983), lední hokejista
- Vasilij Tokranov (* 1989), lední hokejista

## Průmysl a doprava
Almeťjevsk je důležité středisko ruského ropného průmyslu. Vedou odtud ropovody do Nižního Novgorodu, Permu a Samary (a pod jménem ropovod Družba dál do střední Evropy). Také zde má sídlo významná ruská společnost Tatněfť.
V samotném Almeťjevsku je od roku 1976 v provozu trolejbusová síť. Železniční stanice Almeťjevskaja se nachází za městem, přibližně 13 kilometrů na západ od centra, leží na trase z Nižněkamsku do Bugulmy a spadá do sítě Kujbyševské železnice. Z jihu město objíždí silnice R239 z Kazaně do Orenburgu.

## Sport
Ve městě působí hokejový klub Něfťanik Almetěvsk, který hraje Vyšší hokejovou ligu.